# パブラ・シュミドバ
パブラ・シュミドバ（Pavla Šmídová、旧姓ビンコウロバ、1992年11月12日 - ）は、チェコの女子バレーボール選手。ポジションはセッター。チェコ代表。

## 来歴
- クラブチーム

ブルノ出身。2008年、VK Královo Pole Brnoに入団。チェコ国内リーグでは2008/09、2009/10シーズンに準優勝を果たした。2012年、VKプロスチェヨフに移籍し、2012/13、2013/14シーズンのチェコ国内リーグ、チェコカップでは2年連続優勝を果たした。2014年、イタリアセリエA1のサヴィーノ・デルベーネ・スカンディッチに加入し、2014/15シーズンのセリエA1リーグに出場した。2015年、ポーランドのグロット・ブドフラニ・ウッチと契約し、3年間プレーし、2016/171シーズンのオーレンリーガ、ポーランドカップでは準優勝、2017/18シーズンはオーレンリーガで3位、ポーランドカップでは優勝しベストセッター賞を受賞した。2018年7月に同チームを退団。同年9月、PVK Olymp Prahaに加入し、2018/19シーズンのチェコ国内リーグでは4位となった。2019年5月、ポーランドのBKSスタル・ビェルスコ＝ビャワへの移籍が発表され、2019/20シーズンのオーレンリーガに出場したが妊娠のためシーズン途中での離脱となる。2020/21シーズンはチェコのVK Šelmy Brnoで復帰し、国内リーグで4位となった。その後、産休のブランクを経て2022年にTJ Sokol Frýdek-Místekへ加入し、2023年1月にVK Šelmy Brnoへ復帰することが発表され、2022/23シーズンのチェコ国内リーグでは優勝を果たし、自身はベストセッター賞を受賞した。続く2023/24シーズンも同チームを国内リーグ連覇に導き、ベストセッター賞を受賞した。
- 代表チーム

アンダーカテゴリーの代表として、2009年、U-18欧州選手権、世界ジュニア選手権に出場した。2010年、U-20欧州選手権では銅メダルを獲得した。2011年、シニア代表に初選出され、ヨーロッパリーグでデビューした。2012年、ヨーロッパリーグでは金メダルを獲得した。2013年、ワールドグランプリ、欧州選手権に出場した。2015年、エリツィン大統領杯では大会のベストセッターに選ばれた。同年10月の欧州選手権に出場した。2017年、ワールドグランプリ、欧州選手権に出場した。2019年には代表チームの主将を務め、ヨーロッパゴールデンリーグでは金メダルを獲得した。同年のチャレンジャーカップ、東京五輪大陸間予選に出場した。

## 球歴
- 東京五輪予選 - 2019年
- 欧州選手権 - 2013年、2015年、2017年
- ワールドグランプリ - 2013年、2014年、2015年、2016年、2017年
- チャレンジャーカップ - 2019年

## 受賞歴
- 2015年　エリツィン大統領杯　 ベストセッター賞
- 2018年　ポーランドカップ　ベストセッター賞
- 2023年　2022/23チェコ国内リーグ　ベストセッター賞
- 2024年　2023/24チェコ国内リーグ　ベストセッター賞

## 所属クラブ
- VK Královo Pole Brno（2008-2012年）
- VKプロスチェヨフ（2012-2014年）
- サヴィーノ・デルベーネ・スカンディッチ（2014-2015年）
- グロット・ブドフラニ・ウッチ（2015-2018年）
- PVK Olymp Praha（2018-2019年）
- BKSスタル・ビェルスコ＝ビャワ（2019-2020年）
- VK Šelmy Brno（2020-2021年）
- TJ Sokol Frýdek-Místek（2022-2023年）
- VK Šelmy Brno（2023-）